# Wolfgang Hollegha
Wolfgang Hollegha (Klagenfurt, 4 marzo 1929 – 2 dicembre 2023) è stato un pittore austriaco.

## Biografia
Dal 1947 al 1954 ha studiato all'Accademia delle belle arti di Vienna sotto la guida di Josef Dobrovský e Herbert Boeckl. 
Nel 1956, insieme a Josef Mikl, Markus Prachensky e Arnulf Rainer, ha fondato il "Malergruppe St. Stephan"; grazie alla vivace attività espositiva di questo gruppo di artisti attivi in Austria, Germania, Francia e Italia, Hollegha, primo della sua generazione di artisti austriaci, ha ottenuto successi negli Stati Uniti. 
Nel 1958 ha ricevuto il Premio Internazionale Guggenheim per l'Austria. Nel 1960 viene invitato da Clement Greenberg a partecipare a una mostra collettiva di pittori astratti a New York. Nel 1961, sempre a Pittsburgh, ha ricevo il Carnegie Prize insieme a Jules Olitski, Adolph Gottlieb, Mark Tobey ed Ellsworth Kelly, in occasione della mostra internazionale. Nel 1964 partecipò alla terza edizione della Documenta a Kassel. A partire dal 1962 vive e lavora a Rechberg, in Stiria), dove ha costruito per sé uno studio alto 14 metri. Nel 1972 è diventato professore all'Accademia d'Arte di Vienna (Akademie der Bildenden Künste Wien), incarico che ha mantenuto fino al suo pensionamento nel 1997.
Hollegha è morto il 2 dicembre 2023, all'età di 94 anni.

## Stile
Wolfgang Hollegha è considerato uno dei pittori più significativi del dopoguerra. La sua pittura si basa sempre sulla percezione del concreto e sul rapporto tra l'artista e la realtà visibile. Nel suo lavoro, il processo artistico, in cui la componente fisica svolge un ruolo fondamentale, lo porta a dipingere su grandi tele a partire da disegni; il mondo esterno viene trasformato soggettivamente nel mondo visivo del pittore.
Le sue opere sono presenti in molte collezioni private e in musei di tutto il mondo (come l'Albertina di Vienna, il MUMOK (Museum Moderne Kunst Stiftung Ludwig) di Vienna, il Portland Art Museum dell'Oregon e il Carnegie Museum of Art di Pittsburgh).